# プレシヴェツ - ムラーニ線
プレシヴェツ - ムラーニ線（スロバキア語: Železničná trať Plešivec – Muráň）は、スロバキア国鉄の鉄道線の名称である。路線番号は165。
1893年に開業した。現在、定期列車は運行しておらず、臨時列車のみが運行している。

## 運行形態[2]

### 快速「ズリフレニー・ヴラク(Zr)」
- コシツェ - プレシヴェツ - ムラーニ　【夏季の日曜運行】
季節限定で、週1往復の運行。プレシヴェツ以東は160号線に直通する。2020年運行。

## 駅一覧
以下では、スロバキア国鉄165号線の駅と営業キロ、停車列車、接続路線などを一覧表で示す。なお、全て各駅停車である。
| 路線名 | 駅名                                       | 駅間営業キロ | 累計営業キロ | Zr | 接続路線                                                                      | 所在地                     | 所在地         |
| ------ | ------------------------------------------ | ------------ | ------------ | -- | ----------------------------------------------------------------------------- | -------------------------- | -------------- |
| 165    | プレシヴェツ駅                             | -            | 0.0          | ■  | 160号線（コシツェ方面、ブラチスラヴァ方面） 166号線（スラヴォショウツェ方面） | コシツェ県                 | ロジニャヴァ郡 |
| 165    | ゲメルスカー・ホルカ停留所（休止中）       |              | (4.3)        | ｜ |                                                                               | コシツェ県                 | ロジニャヴァ郡 |
| 165    | フチーン駅（休止中）                       |              | (12.2)       | ｜ |                                                                               | バンスカー・ビストリツァ県 | レヴーツァ郡   |
| 165    | ゲメルスキー・ミルホシチ駅（休止中）       |              | (15.5)       | ｜ |                                                                               | バンスカー・ビストリツァ県 | レヴーツァ郡   |
| 165    | イェルシャウスカー・テプリツァ駅           | 16.9         | 16.9         | ■  |                                                                               | バンスカー・ビストリツァ県 | レヴーツァ郡   |
| 165    | イェルシャヴァ駅                           | 3.7          | 20.6         | ■  |                                                                               | バンスカー・ビストリツァ県 | レヴーツァ郡   |
| 165    | イェルシャヴァ停留所（休止中）             |              | (23.1)       | ｜ |                                                                               | バンスカー・ビストリツァ県 | レヴーツァ郡   |
| 165    | ルベニーク駅                               | 4.8          | 25.4         | ■  |                                                                               | バンスカー・ビストリツァ県 | レヴーツァ郡   |
| 165    | レヴーツカ・レホタ駅（休止中）             |              | (27.6)       | ｜ |                                                                               | バンスカー・ビストリツァ県 | レヴーツァ郡   |
| 165    | モルカー・ルーカ駅（休止中）               |              | (29.6)       | ｜ |                                                                               | バンスカー・ビストリツァ県 | レヴーツァ郡   |
| 165    | レヴーツァ駅                               | 4.8          | 32.2         | ■  |                                                                               | バンスカー・ビストリツァ県 | レヴーツァ郡   |
| 165    | ムラーンスカ・ドルハー・ルーカ駅（休止中） |              | (37.5)       | ｜ |                                                                               | バンスカー・ビストリツァ県 | レヴーツァ郡   |
| 165    | ムラーニ駅                                 | 8.7          | 40.9         | ■  |                                                                               | バンスカー・ビストリツァ県 | レヴーツァ郡   |